# Montregard
Montregard – miejscowość i gmina we Francji, w regionie Owernia-Rodan-Alpy, w departamencie Górna Loara.
Według danych na rok 1990 gminę zamieszkiwało 581 osób, a gęstość zaludnienia wynosiła 15 osób/km² (wśród 1310 gmin Owernii Montregard plasuje się na 362. miejscu pod względem liczby ludności, natomiast pod względem powierzchni na miejscu 104.).